# 大正14年内務省告示第56号
内務省告示第56号（ないむしょうこくじだい56ごう）は、1925年（大正14年）3月30日に旧内務省が発表した、東京地区の地下鉄整備計画である。「東京都市計画高速度交通機関路線」として5路線を決定している。
この計画は、1946年12月7日に戦災復興院告示第252号「東京復興都市計画高速鉄道」 によって改訂されている。

## 概要
2項目からなり、第1項目で「東京都市計画高速度交通機関路線」として5路線を位置づけている。第2項目で「東京市区改正設計中高速度鉄道線路の部を削る」としている。

## 東京都市計画高速度交通機関路線
| 路線  | 区間                                                                               | 延長距離 | 免許状下付事業者                         | 免許状下付事業者                                                       | 免許状下付事業者                                                       | 免許状下付事業者                                                   | 免許状下付事業者   | 1946年12月までの開業状況                                                                             |
| 路線  | 区間                                                                               | 延長距離 | 1925年                                   | 1929年                                                                 | 1934年                                                                 | 1937年                                                             | 1941年             | 1946年12月までの開業状況                                                                             |
| ----- | ---------------------------------------------------------------------------------- | -------- | ---------------------------------------- | ---------------------------------------------------------------------- | ---------------------------------------------------------------------- | ------------------------------------------------------------------ | ------------------ | --- |
| 1号線 | 五反田付近 - 芝公園 - 新橋 - 日本橋 - 万世橋 - 上野 - 浅草 - 押上                  | 16.7 km  | 東京地下鉄道 (高輪南町 - 浅草公園広小路) | 東京地下鉄道 (高輪南町 - 浅草公園広小路、馬込町 - 大崎町 - 三田二丁目) | 東京地下鉄道 (高輪南町 - 浅草公園広小路、馬込町 - 大崎町 - 三田二丁目) | 京浜地下鉄道 (品川 - 新橋)                                         | 帝都高速度交通営団 | 東京地下鉄道により新橋 - 浅草、8.0kmが開業。 1939年より、新橋で3号線と相互直通運転（現在の銀座線）。 |
| 1号線 | 五反田付近 - 芝公園 - 新橋 - 日本橋 - 万世橋 - 上野 - 浅草 - 押上                  | 16.7 km  | 東京地下鉄道 (高輪南町 - 浅草公園広小路) | 東京地下鉄道 (高輪南町 - 浅草公園広小路、馬込町 - 大崎町 - 三田二丁目) | 東京地下鉄道 (高輪南町 - 浅草公園広小路、馬込町 - 大崎町 - 三田二丁目) | 東京地下鉄道 (新橋 - 浅草公園広小路、馬込町 - 大崎町 - 三田二丁目) | 帝都高速度交通営団 | 東京地下鉄道により新橋 - 浅草、8.0kmが開業。 1939年より、新橋で3号線と相互直通運転（現在の銀座線）。 |
| 2号線 | 目黒付近 - 西久保 - 祝田町 - 本石町 - 浅草橋 - 田原町 - 南千住                     | 16.1 km  | 東京市 (目黒町 - 南千住町)               | 東京市 (目黒町 - 南千住町)                                             | 東京市 (目黒町 - 南千住町)                                             | 東京市 (目黒町 - 南千住町)                                         | 帝都高速度交通営団 | 未開業。                                                                                             |
| 3号線 | 渋谷付近 - 桜田本郷町 - 東京 - 万世橋 - 本郷三丁目 - 巣鴨付近                      | 15.4 km  | 東京市 (渋谷町 - 巣鴨町)                 | 東京市 (渋谷町 - 巣鴨町)                                               | 東京高速鉄道 (渋谷町 - 東京)                                           | 東京高速鉄道 (渋谷町 - 東京)                                       | 帝都高速度交通営団 | 東京高速鉄道により渋谷 - 新橋、6.3kmが開業。 1939年より、新橋で1号線と相互直通運転（現在の銀座線）。 |
| 3号線 | 渋谷付近 - 桜田本郷町 - 東京 - 万世橋 - 本郷三丁目 - 巣鴨付近                      | 15.4 km  | 東京市 (渋谷町 - 巣鴨町)                 | 東京市 (渋谷町 - 巣鴨町)                                               | 東京市 (東京 - 巣鴨町)                                                 |                                                                    | 帝都高速度交通営団 | 東京高速鉄道により渋谷 - 新橋、6.3kmが開業。 1939年より、新橋で1号線と相互直通運転（現在の銀座線）。 |
| 4号線 | 新宿付近 - 四谷見附 - 日比谷 - 築地 - 蛎殻町 - 御徒町 - 本郷三丁目 - 竹早町 - 大塚 | 20.0 km  | 東京市 (淀橋町角筈 - 大塚)               | 東京市 (淀橋町角筈 - 大塚)                                             | 東京高速鉄道 (淀橋町角筈 - 築地)                                       | 東京高速鉄道 (淀橋町角筈 - 築地)                                   | 帝都高速度交通営団 | 帝都高速度交通営団により着工するも、未開業。                                                         |
| 4号線 | 新宿付近 - 四谷見附 - 日比谷 - 築地 - 蛎殻町 - 御徒町 - 本郷三丁目 - 竹早町 - 大塚 | 20.0 km  | 東京市 (淀橋町角筈 - 大塚)               | 東京市 (淀橋町角筈 - 大塚)                                             | 東京市 (築地 - 大塚)                                                   |                                                                    | 帝都高速度交通営団 | 帝都高速度交通営団により着工するも、未開業。                                                         |
| 5号線 | 池袋付近 - 早稲田 - 飯田町 - 一ツ橋 - 東京 - 永代橋 - 洲崎                         | 14.2 km  | 東京市 (西巣鴨町 - 深川西平井町)         | 東京市 (西巣鴨町 - 深川西平井町)                                       | 東京市 (西巣鴨町 - 深川西平井町)                                       | 東京市 (西巣鴨町 - 深川西平井町)                                   | 帝都高速度交通営団 | 未開業。                                                                                             |
| 計    | -                                                                                  | 82.4 km  | -                                        | -                                                                      | -                                                                      | -                                                                  | -                  | 14.3 km                                                                                              |